# Коща (приток Жиздры)
Коща — река в России, протекает в Калужской области. Левый приток Жиздры.

## География
Река Коща берёт начало около деревни Романково. Течёт на юг. Наиболее крупный правый приток — река Тимоновка — впадает в Кощу в 2,8 км от устья. Устье реки находится в 124 км по левому берегу реки Жиздра. Длина реки составляет 27 км, площадь водосборного бассейна — 192 км².

## Данные водного реестра
По данным государственного водного реестра России относится к Окскому бассейновому округу, водохозяйственный участок реки — Ока от города Белёв до города Калуга, без рек Упа и Угра, речной подбассейн реки — бассейны притоков Оки до впадения Мокши. Речной бассейн реки — Ока.
Код объекта в государственном водном реестре — 09010100512110000019944.